# Bagrat I d'Abkhàzia
Bagrat I d'Abkhàzia (en georgià: ბაგრატ I; mort vers 894) fou un rei d'Abkhàzia de la dinastia d'Antxabadze de 882 al 894 (o 887 a 899 segons Toumanoff).
Bagrat II era el segon fill del rei Demetri II d'Abkhàzia. Després que l'usurpador Joan Xavliani es va apoderar del tron en casar-se amb la vídua de Jordi I d'Abkhàzia, es va enviar l'orde de tirar-lo al mar però es va poder salvar i va fugir a Constantinoble on va restar fins al 882 o 887 quan va retornar amb el suport d'un contingent de forces romanes d'Orient amb el qual va derrotar i matar Adarnases Xavliani, fill i successor de Joan. Llavors es va casar amb la vídua, que era una princesa bagràtida, filla de Guaram V de Taoklardjètia, príncep de Javakètia i Samtskhé.
Pel seu matrimoni Bagrat va intentar tenir influència a Taoklardjètia i va donar suport al seu cunyat Narses de Taoklardjètia i de Samtskhé que intentava agafar el poder i havia matat David I d'Ibèria i havia posat al tron Gurguèn d'Ibèria, net d'Asoci. Però el jove fill de David, Adarnases IV d'Ibèria (881-923), va decidir venjar-se i, a aquest efecte, es va aliar amb el rei armeni Asoci el Gran per declarar la guerra a Narses, que pel seu costat comptava amb l'aliança de l'Imperi Romà d'Orient i d'Abkhàzia. Ràpidament Adarnases va aconseguir ser el vencedor i Narses va haver de refugiar-se a l'Imperi Romà d'Orient. El 887, Abkhàzia va atacar al seu torn Armènia amb suport d'una gran flota romana d'Orient procedent de Constantinoble, però va ser rebutjat de nou a Aspindza i Narses va ser finalment assassinat el 888.
Del seu matrimoni va tenir una filla casada amb Musxel (+924) fill del rei Simbaci I d'Armènia, i un fill, Constantí III d'Abkhàzia, que el va succeir.